# فرجينيا براون
فرجينيا براون (26 يونيو 1904 - 30 يونيو 1980) (بالإنجليزية: Virginia Brown)‏ هي ممثلة أفلام صامتة أمريكية، ولدت بمدينة بروكلين، نيويورك.

## أعمالها

### أفلام
| - مقنع (1920) - بدون الاستفادة من رجال الدين (1921) - مونتي كريستو (1922) - عمر الخيام (1922) - الرعد (1923) - العاصفة (1923) - مزرعة الرومانسية (1924) - متسابق البرق (1924) - مرحبًا بك غريب (1924) - بيتر بان (1924) | - العالم المفقود (1925) - تدافع كالجاري (1925) - أعداء ودودون (1925) - تعويض (1925) * فيلم ضائع - تشيب أوف ذا فلاينج يو (1926) - اجنحة العاصفة (1926) - اللهب المسعور (1926) - سباق الرومانسية (1926) - الفاتنة (1926) - برودواي بيلي (1926) | - المتعة قبل العمل (1927) - سباق من أجل الحياة (1928) - خلع ملابسه (1928) - بيت العار (1928) - دورية الخطر (1928) - وادي المغامرة (1928) - حرق الريح (1928) - قسيس الشيطان (1929) - لكمة الجسم (1929) - جريمة قتل على السطح (1930) |

## روابط خارجية
- صفحة فرجينيا براون IMDb
- صفحة فرجينيا براون ALLMovie